# Ляшенко Віра Петрівна
Віра Петрівна Ляшенко (1922, місто Пішпек, тепер Бішкек, Киргизстану — ?) — радянська киргизька діячка, головний зоотехнік Баткенської МТС Баткенського району Ошської області Киргизької РСР. Депутат Верховної ради СРСР 4-го скликання.

## Життєпис
Народилася в бідній селянській родині. У 1943 році закінчила середню школу в Киргизькій РСР.
З 1943 року навчалася в Киргизькому сільськогосподарському інституті імені Скрябіна.
Після закінчення інституту — зоотехнік із племінної справи Баткенського районного відділу сільського господарства Ошської області.
З 1953 року — головний зоотехнік Баткенської машинно-тракторної станції (МТС) Баткенського району Ошської області Киргизької РСР.
Подальша доля невідома.

## Нагороди
- медаль «За трудову відзнаку» (1950)
- медалі